# Kenwood Limited

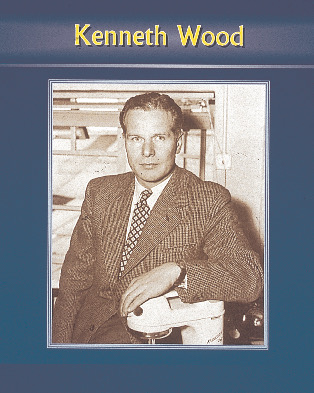
Кеннет Мейнард Вуд — засновник компанії KENWOOD Limited.

Kenwood Limited (Kenwood Manufacturing Co. Ltd, Кенвуд) — англійська компанія, виробник кухонної побутової техніки. Входить до групи De'Longhi з 2001 року.

## Історія
- 1936 — Кеннет Мейнард Вуд створив свою першу компанію Dickson & Wood з продажу, установки і ремонту радіо і телевізорів.
- 1947 — після Другої світової війни Вуд разом зі своїм товаришем по службі, Роджером Ловренсом (Roger Laurence), створює компанію Woodlau Industries. Почали з виробництва тостера, а потім міксера A200.
- 1950 — Кеннет Вуд винайшов кухонну машину Kenwood Chef з трьома гніздами, кожне з різною швидкістю, що давало змогу готувати необмежену кількість страв за короткий час.
- 1968–1989 — KENWOOD Limited належала Thorn Electrical Industries Ltd.
- 1992, липень — компанія зареєструвалась на фондовій біржі.
- 1997 — компанія налічує більше 80 міжнародних дистриб'юторів.
- 2001 — компанія KENWOOD увійшла до складу групи De'Longhi, розширивши асортимент продукції, виробництво і канали збуту.
- 2009 — KENWOOD презетував кухонну машину з функцією нагрівання, що отримала назву «Cooking Chef».